# Список глав государств в 43 году до н. э.
| 44 до н. э. ← Список глав государств по годам → 42 до н. э. |

## Азия
- Анурадхапура — Анула, царица (47 до н. э. — 42 до н. э.)
- Армения Великая — Артавазд II, царь (55 до н. э. — 34 до н. э.)
- Армения Малая — Дейотар, царь (63 до н. э. — 47 до н. э., 44 до н. э. — 42 до н. э.)
- Атропатена — Артавазд I, царь (56 до н. э. — 30 до н. э.)
- Иберия — Фарнаваз II, царь  (63 до н. э. — 30 до н. э.)
- Индо-греческое царство — Зоил II, царь  (55 до н. э. — 35 до н. э.)
- Индо-скифское царство:
  - Азес I, царь (57 до н. э. — 35 до н. э.)
  - Азилис, царь (57 до н. э. — 35 до н. э.)
- Иудея — междуцарствие  (63 до н. э. — 40 до н. э.)
- Каппадокия — Ариобарзан III, царь (51 до н. э. — 42 до н. э.)
- Китай (Династия Хань) — Юань-ди (Лю Ши), император  (49 до н. э. — 33 до н. э.)
- Коммагена — Антиох I,  царь (70 до н. э./69 до н. э. — 40 до н. э.)
- Корея:
  - Махан — Вон, вождь (58 до н. э. — 33 до н. э.)
  - Силла — Хёккосе, исагым (57 до н. э. — 4)
  - Тонбуё — Кымва, ван (48 до н. э. — 7 до н. э.)
- Магадха (династия Кадва) — Нараяна, царь (ок. 52 до н. э. — ок. 40 до н. э.)
- Набатейское царство — Малику I, царь (60 до н. э./59 до н. э. — 30 до н. э.)
- Осроена — Ману II, царь (52 до н. э. — 34 до н. э.)
- Парфия — Ород II, царь (57 до н. э. — 37 до н. э.)
- Понтийское царство — оккупирован Римской республикой (47 до н. э. — 39 до н. э.)
- Сатавахана — Мегхасвати, махараджа (48 до н. э. — 30 до н. э.)
- Харакена — Аттамбел I,  царь (ок. 47 до н. э./46 до н. э. — ок. 25 до н. э./24 до н. э.)
- Хунну — Хуханье, шаньюй (58 до н. э. — 31 до н. э.)
- Элимаида — Камнаскир VI,  царь (ок. 46 до н. э. — ок. 28 до н. э.)
- Япония — Судзин, тэнно (император) (97 до н. э. — 29 до н. э.)

## Африка
- Египет:
  - Клеопатра VII Филопатор, царица (51 до н. э. — 30 до н. э.)
  - Птолемей XV Цезарион, фараон (44 до н. э. — 30 до н. э.)
- Мавретания:
  - Бокх II, царь (49 до н. э. — 33 до н. э.)
  - Богуд, царь (49 до н. э. — 38 до н. э.)
- Мероитское царство (Куш) — Теритекас, царь (ок. 45 до н. э. — ок. 40 до н. э.)

## Европа
- Атребаты — Коммий, вождь (ок. 50 до н. э. — 20 до н. э.)
- Боспорское царство:
  - Динамия, царица (47 до н. э. — ок. 12 до н. э.)
  - Асандр, царь (47 до н. э. — 17 до н. э.)
- Дакия — междуцарствие (44 до н. э. — ок. 40 до н. э.)
- Ирландия — Конайре Великий, верховный король (110 до н. э. — 40 до н. э.)[1]
- Одрисское царство (Фракия):
  - Садала II, царь астов (48 до н. э. — 42 до н. э.)
  - Рескупорид I, царь сапеев (48 до н. э. — 42 до н. э.)
- Римская республика (Второй триумвират):
  - Октавиан Август, триумвир (43 до н. э. — 33 до н. э.)
  - Марк Антоний, триумвир (43 до н. э. — 33 до н. э.)
  - Марк Эмилий Лепид, триумвир (43 до н. э. — 36 до н. э.)
  - Гай Вибий Панса Цетрониан, консул (43 до н. э.)
  - Авл Гирций, консул (43 до н. э.)

## Галерея

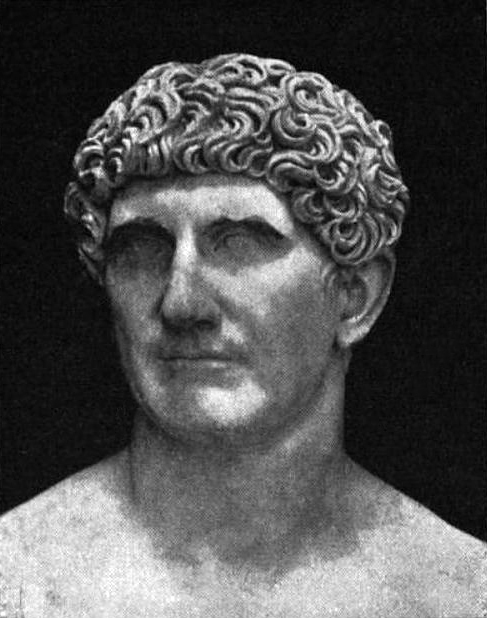
Марк Антоний 43-33 до н.э. Триумвир Римской республики
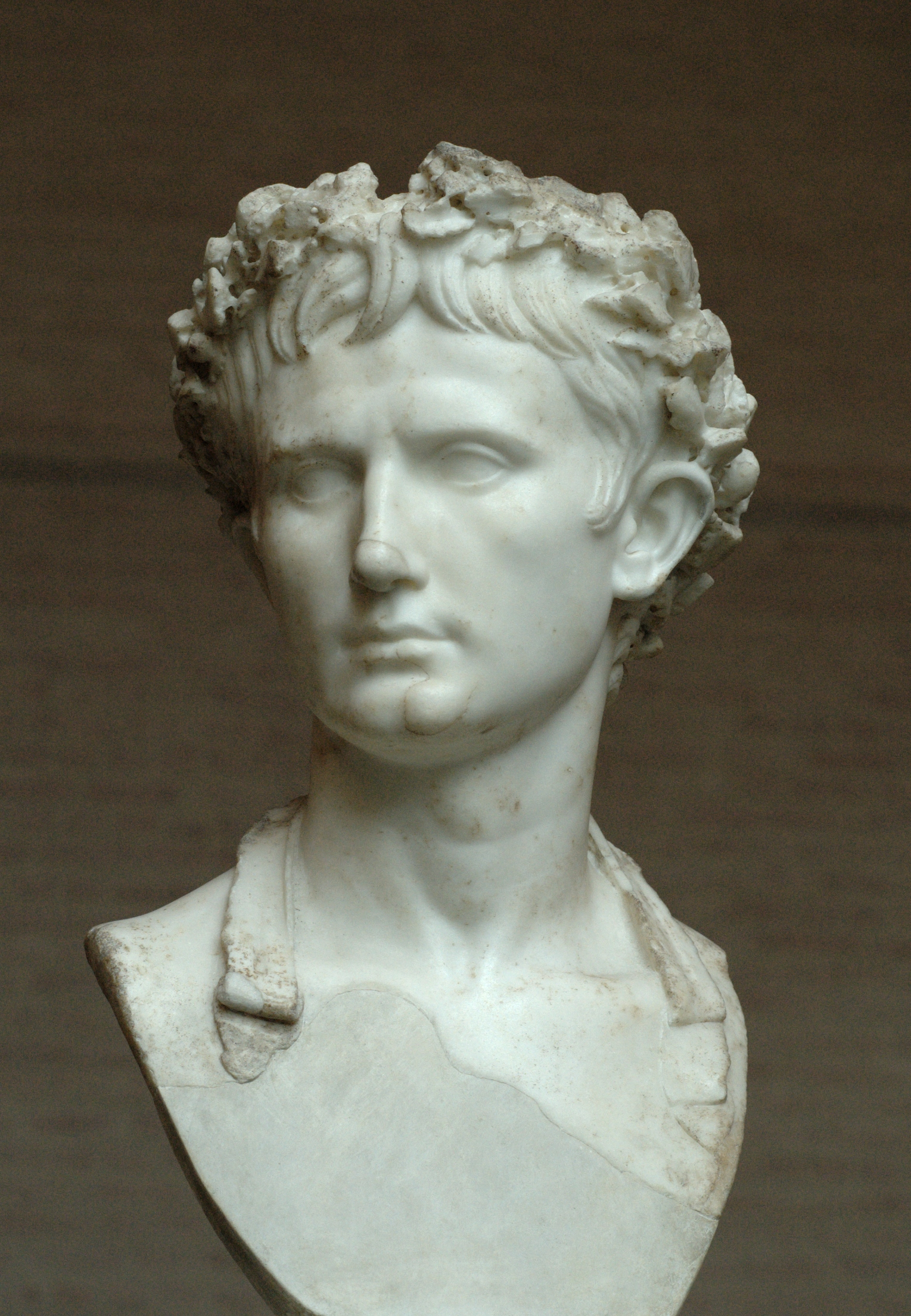
Октавиан Август 43-33 до н.э. Триумвир Римской республики
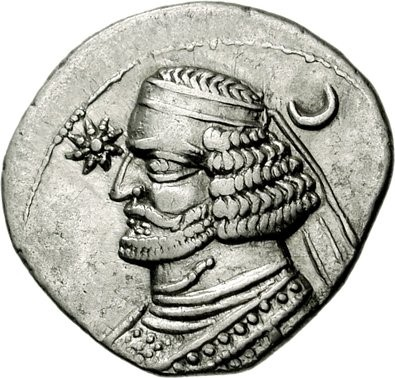
Ород II 57 до н.э.— 37 до н.э. Царь Парфии
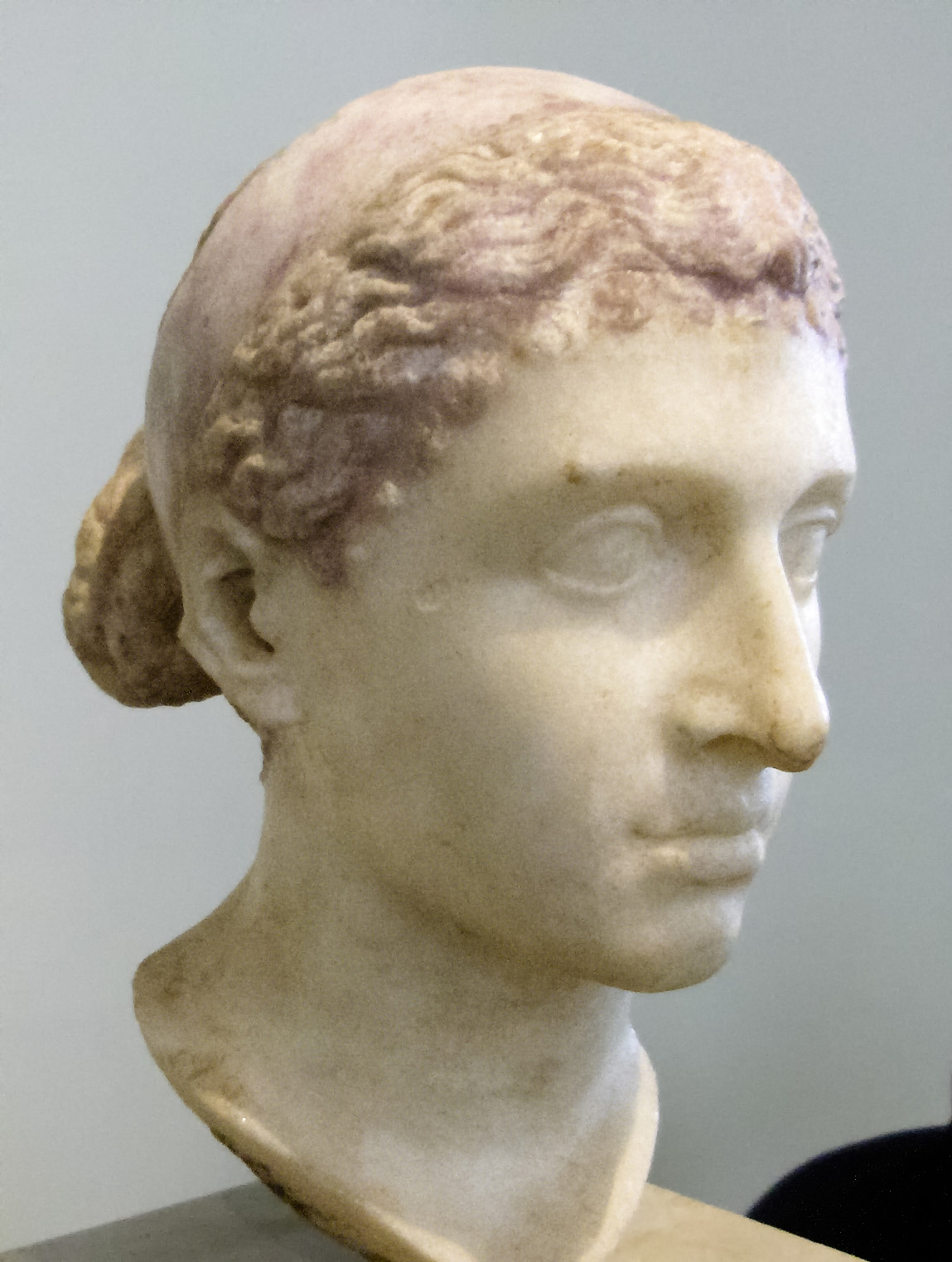
Клеопатра VII 51 до н.э.— 30 до н.э. Царица Египта
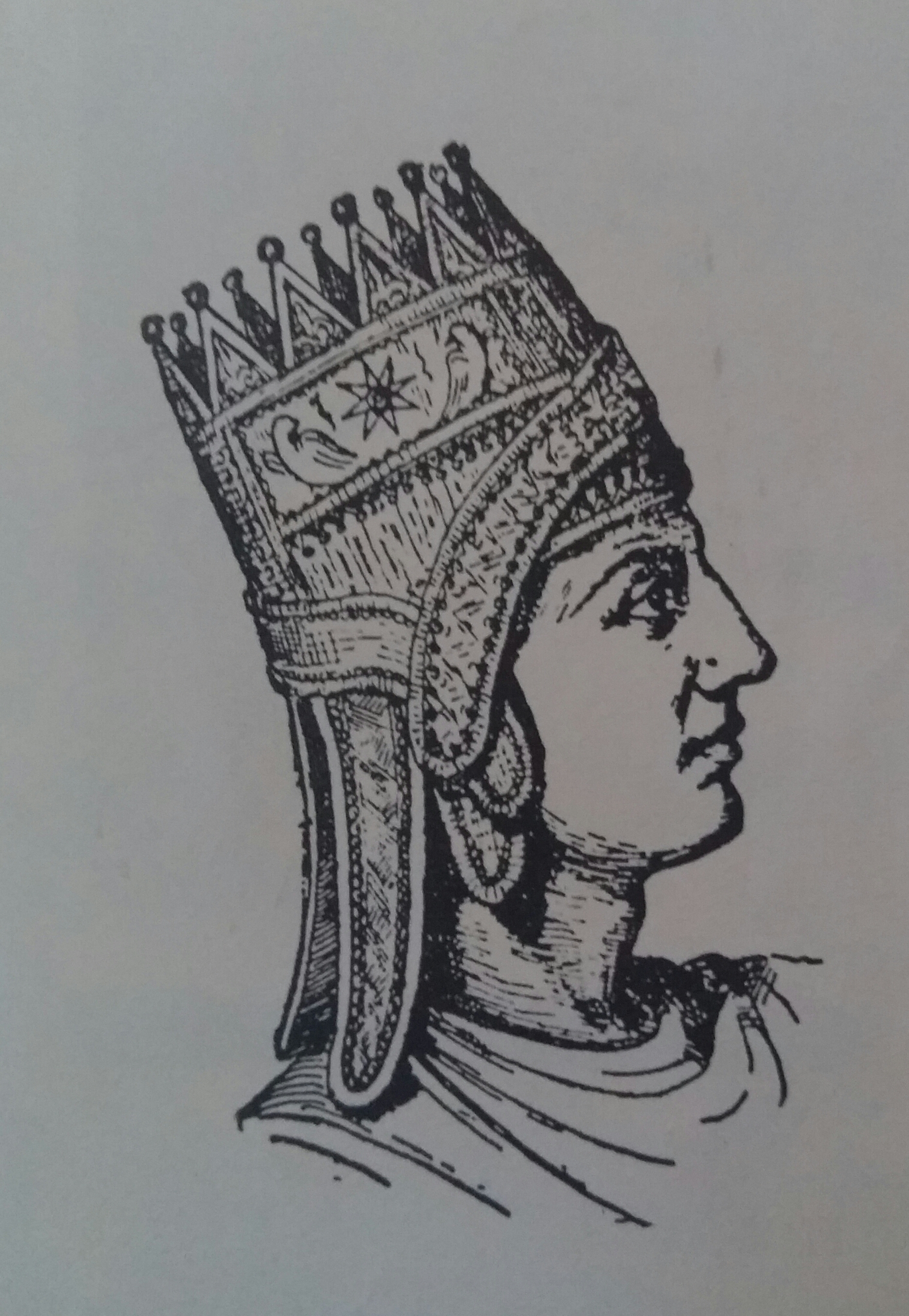
Артавазд II 55 до н.э.— 34 до н.э. Царь Армении
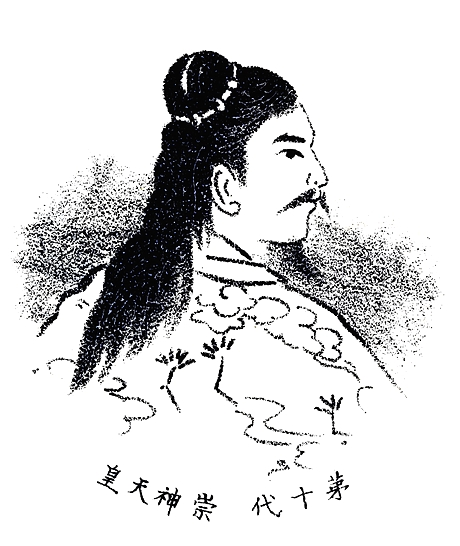
Судзин 97 до н.э.—29 до н.э. Император Японии
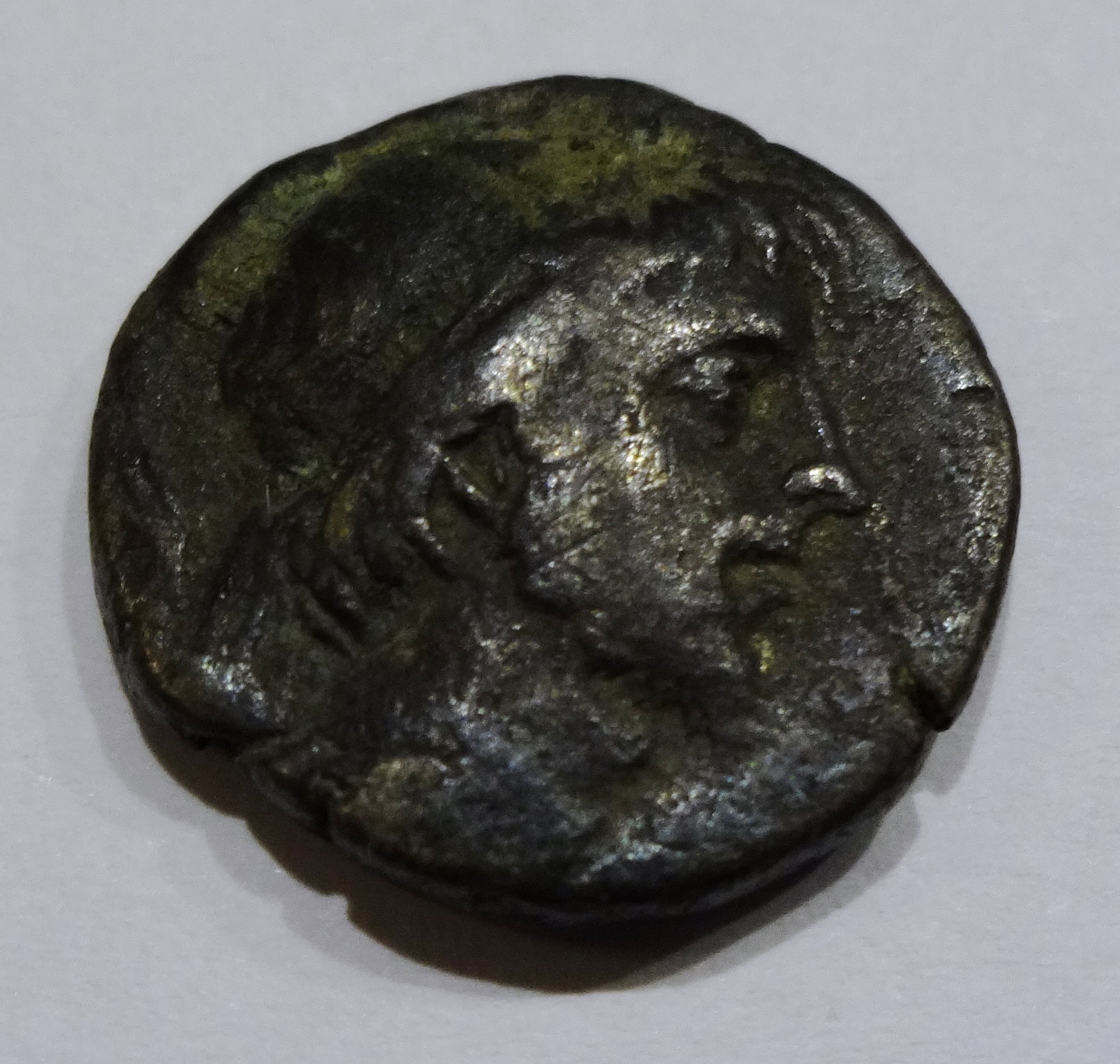
Ариобарзан III 51 до н.э.—42 до н.э. Царь Каппадокии